# Hans Thimig
Hans Thimig född Hans Emil Thimig 23 juli 1900 i Wien död 17 februari 1991 i Wien, österrikisk skådespelare och regissör.

## Regi i urval
- 1947 - Gottes Engel sind überall
- 1944 - Die goldene Fessel
- 1942 - Brüderlein fein

## Filmografi roller i urval
- 1938 – Geld fällt vom Himmel
- 1932 - Lumpenkavaliere
- 1965 – Heidi